# St. Bernhard (Niederense)

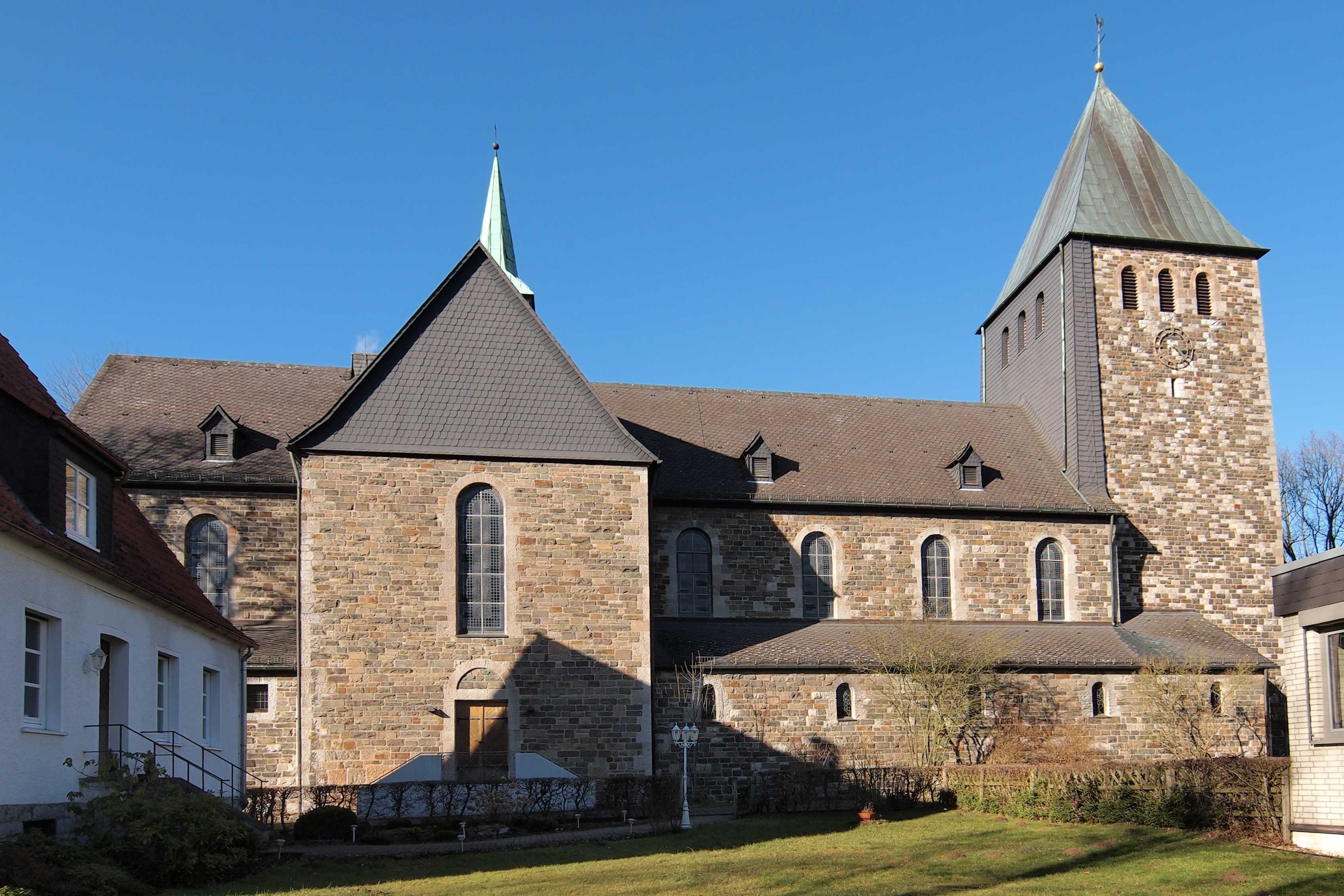
Katholische Kirche St. Bernhard in Niederense

Die katholische Pfarrkirche St. Bernhard ist ein denkmalgeschütztes Kirchengebäude in Niederense, einem Ortsteil von Ense im Kreis Soest (Nordrhein-Westfalen).

## Geschichte und Architektur
Das Zisterzienserkloster Himmelpforten baute von 1721 bis 1725 im Tal der Möhne eine Klosterkirche, nach Aufhebung des Konvents diente diese als Pfarrkirche. Im Zweiten Weltkrieg wurde 1943 die Möhnetalsperre zerstört, die Fluten vernichteten die Kirche.
Die Pfarrkirche wurde an neuer Stelle, nach Plänen des Architekten August Dambleff von 1945 bis 1948 errichtet. Die Querhausbasilika mit Westturm, Chor und Apsis wurde 1949 geweiht.  Als Baumaterial dienten die Trümmerreste der alten Kirche. Für die äußere Verblendung wurden Werksteine aus Restbeständen für die Reparatur des Staudammes benutzt. Das Quer- und das Langhaus sind mit Satteldächern aus Schiefer gedeckt. Der Turm ist mit einem Zeltdach bekrönt.
Im Innenraum ist das Vierungsquadrat durch Unterzüge markiert, sie wurden später stark vergrößert. Über die Räume sind flache Balkendecken gespannt. Das Langhaus wird durch rundbogige Arkaden mit Seitengängen und Fenster im Obergaden begleitet. Die Vorhalle und die Empore öffnen sich in großen Bögen. Das Chorquadrat mit der Apsis ist deutlich angehoben, seine Wände sind durch drei rundbogige Glasfenster des Künstlers Willi Strauss gegliedert. Die Verglasung der Seitenwände wurde 1976 nach Plänen von Jupp Gesing ausgeführt. Der romanisierende Charakter des Raumes wurde durch die farbliche Tönung der Decke und aufgemalte Rahmungen verändert.

## Ausstattung
- Der Altar steht auf einem Podium an der Schwelle zur Vierung.
- Die Reste des steinernen Altars, der früher im Apsisbogen stand, befinden sich im südlichen Chornebenraum. Der Altar wurde von Heinrich Papen gebaut, er ist mit 1726 bezeichnet.
- Ebenfalls erhalten sind sechs barocke Holzfiguren von Johann Leonhard Falter, sie stehen auf Konsolen der Mittelschiffwand.
- Die zwei gemauerten Ambonen, die auf der Treppe standen sind nicht erhalten.

## Glocken
St. Bernhard besitzt insgesamt fünf Glocken. Erhalten ist eine kleine Bronzeglocke, gestimmt auf den Ton d″. Sie wurde 1678 gegossen und stammt aus der früheren Klosterkirche in Himmelpforten. Sie erklingt zum Angelus. 1948 wurden vier Gussstahlglocken aufgehängt. Sie hingen ursprünglich in der Pankratiuskirche in Warstein. Die Glocken St. Benedikt (h°), St. Bernhard (dis′), St. Maria (fis′) und St. Agatha (gis′) läuten an stark gekröpften Stahljochen mit Gegengewichtsklöppeln, was den Klang extrem negativ beeinflusst. 2017 wurde das Geläut wegen defekter Haltebolzen zeitweise stillgelegt.